# Madeleine McGraw
Madeleine Grace McGraw (San José, California, 22 de diciembre de 2008) es una actriz estadounidense. Es conocida por interpretar a Gwen en la película de terror de 2021 The Black Phone. También es conocida por haber interpretado a Zoey Campbell en la serie de Disney Channel Secrets of Sulphur Springs y a la joven Hope Van Dyne / Avispa en Ant-Man and the Wasp.
Después de actuar en varias películas de Pixar y Marvel Studios, Madeleine McGraw fue elegida para interpretar a Gwen en la película The Black Phone de Scott Derrickson.

## Filmografía

### Cine
| Año  | Título                             | Personaje              | Director                       |
| ---- | ---------------------------------- | ---------------------- | ------------------------------ |
| 2014 | Hide and seek (corto)              | Paige de pequeña       | Carles Torrents                |
| 2014 | El francotirador                   | McKenna                | Clint Eastwood                 |
| 2014 | The Firefly Catcher (corto)        | Madelyn de pequeña     | Stefany Black                  |
| 2015 | Stars (corto)                      | Hija de Heather        | Krista Vernoff                 |
| 2016 | Susie Sunshine (corto)             | Niña                   | Chelsea O'Connor               |
| 2016 | Divorce: The Greatest Hits (corto) | Maisy                  | Michael Medico                 |
| 2016 | Lucy in my eyes (corto)            | Lucy de pequeña        | Megan Park                     |
| 2017 | Cars 3                             | Maddy McGear (voz)     | Brian Fee                      |
| 2018 | Pacific Rim: Insurrección          | Amara de pequeña       | Steven S. De Knight            |
| 2018 | Ant-Man y la avispa                | Hope de pequeña        | Peyton Reed                    |
| 2018 | Steps (película de TV)             | Elosie                 | Todd Holland                   |
| 2019 | Toy Story 4                        | Bonnie (voz)           | Josh Cooley                    |
| 2019 | The Mandella Efect                 | Sam                    | Benjamin Epps y David Guy Levy |
| 2019 | A Christmas Wish (película de TV)  | Stella                 | Emily Moss Wilson              |
| 2021 | The Mitchells vs. the Machines     | Katie de pequeña       | Mike Rianda y Jeff Rowe        |
| 2021 | The Black Phone                    | Gwendolyn "Gwen" Blake | Scott Derrickson               |
| 2022 | The Harbinger                      | Rosalie Snyder         | Will Klipstine                 |
| 2022 | Robbie Ain't Right No More (corto) | Sarah                  | Kyle Perrit                    |
| TBA  | Captain Tsunami's army             | Emma                   | Aaron Sherry                   |
| TBA  | Dark Side                          | Becky Russo            | Chuck Borden                   |

### Televisión
| Año       | Título                          | Personaje     | Notas        |
| --------- | ------------------------------- | ------------- | ------------ |
| 2014      | Bones                           | Molly Blake   | 1 episodio   |
| 2014      | Selfie                          | Niña pequeña  | 1 episodio   |
| 2016      | Clarence                        | Rita (voz)    | 3 episodios  |
| 2016-2017 | Outcast                         | Amber Barnes  | 14 episodios |
| 2018      | Reverie                         | Brynn         | 3 episodios  |
| 2018      | Mentes criminales               | Naomi Shaw    | 1 episodio   |
| 2021-2023 | Los secretos de Sulphur Springs | Zoey Campbell | 27 episodios |

## Premios y nominaciones
| Año  | Premio                         | Categoría                                  | Trabajo         | Resultado |
| ---- | ------------------------------ | ------------------------------------------ | --------------- | --------- |
| 2022 | Premios Saturn 47th            | Mejor intérprete más joven en una película | The Black Phone | Nominada  |
| 2023 | Fangoria Chainsaw Awards       | Mejor actuación de apoyo                   | The Black Phone | Ganadora  |
| 2023 | San Diego Film Critics Society | Mejor actuación juvenil                    | The Black Phone | Nominada  |